# James Johnston Pettigrew
James Johnston Pettigrew (Contea di Tyrrell, 4 luglio 1828 – Bunker Hill, 17 luglio 1863) è stato un generale statunitense.
Scrittore, giurista, linguista, e diplomatico americano, iniziò la sua carriera militare allo scoppio della guerra civile, entrando nell'esercito confederato come colonnello. Date le sue doti di eccellenza, su insistenza del presidente Jefferson Davis ottenne rapidamente il grado di generale di brigata. Si distinse nella battaglia di Gettysburg, dove partecipò alla disperato attacco sulla Cemetery Hill. Rimase ucciso pochi giorni dopo la battaglia durante le convulse fasi del ritiro dell'Armata confederata verso la Virginia.

## Biografia
James Johnston Pettigrew nacque il 4 luglio 1828 a Bonarva, prospera piantagione di famiglia sulle rive del lago Phelps, situata nella contea di Tyrrell, Carolina del Nord, figlio di Ebenezer e Ann Sheppard Pettigrew. Suo padre discendeva da una famiglia di ugonotti francesi, emigrata in seguito alle persecuzioni cattoliche; la madre era cugina di quella del futuro generale unionista John Gibbon. Appena nato divenne per tutta la famiglia e per gli amici semplicemente "Johnston". Fin dall'infanzia diede prova di eccezionali capacità di apprendimento, tanto che vennero considerate dai suoi insegnanti un dono di Dio. Nel maggio 1843, all'età di quindici anni, venne ammesso a frequentare l'Università del North Carolina, situata a Chapel Hill. Negli studi eccelse subito in matematica e lingue classiche, divenendo membro della locale società filantropica. Durante il corso degli studi, come attività fisiche, praticò anche la scherma ed il pugilato. Si laureò nel 1847, accettando subito dopo l'offerta di lavoro offertagli dal commodoro Matthew Fontaine Maury, caldeggiata dal presidente degli Stati Uniti James K. Polk, per diventare astronomo presso l'United States Naval Observatory di Washington. Inizio successivamente a studiare legge a Baltimora, collaborando con lo studio legale del primo cugino di suo padre, James Louis Petigru, di Charleston, Carolina del Sud, cui seguì un viaggio in Germania per studiare diritto civile. Viaggiò in Europa per due anni, visitando la Germania, l'Ungheria, l'Italia, la Svizzera, la Gran Bretagna, l'Irlanda e la Spagna, imparando a parlare e scrivere in francese, tedesco, italiano e spagnolo e a leggere il greco, l'ebraico e l'arabo. In Spagna prestò, per un breve periodo, la sua collaborazione presso l'ambasciata statunitense di Madrid. Ritornato in patria nel 1852, continuò ad esercitare la professione di avvocato, divenendo un convinto antischiavista. Tale posizione politica lo mise in contrasto con il Congresso del suo Stato, tanto che dovette emigrare nella Carolina del Sud, dove nel 1856 fu eletto al Congresso di quello stato nelle file dei liberali.

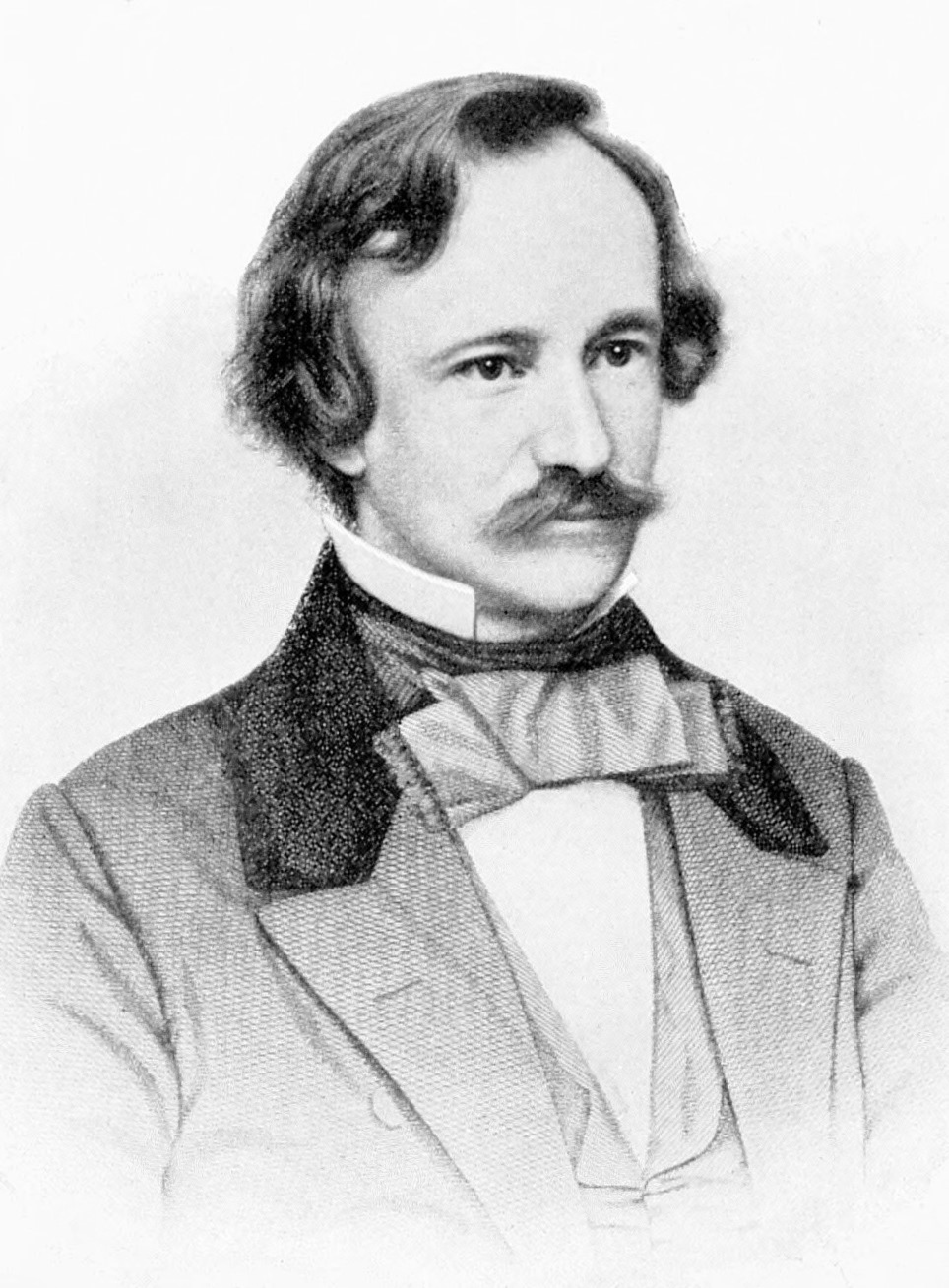
Pettigrew cnel 1855 circa

Nel corso del 1857 si recò nuovamente in Europa, dapprima in Spagna, poi in Francia ed infine in Italia. Durante il suo soggiorno a Torino, nel 1859, scoppiò la Seconda guerra d'indipendenza italiana, che vide contrapposti Francia e Regno di Sardegna all'Impero austro-ungarico. Dopo l'armistizio di Villafranca ritornò negli Stati Uniti, dove diede alle stampe un libro intitolato Notes on Spain and the Spaniards. In the Summer of 1859, With a Glance at Sardinia. Eletto capitano della compagnia fucilieri della Carolina del Sud, cercò di organizzarla sul modello degli zuavi francesi visti in azione in Italia.

### La guerra civile
Nonostante le sue conoscenze di diritto civile e lingue straniere, quando nel 1860 la Carolina del Sud stava spingendosi verso la secessione dall'Unione si inchinò alle esigenze militari dello stato adottivo, trovando un modo per servire il paese. Ottenne quasi subito il brevetto di colonnello e il comando del 1º Reggimento Fucilieri della Carolina del Sud, a prescindere dal fatto che non avesse alcuna esperienza militare diretta. 
Quando la Carolina del Sud si staccò formalmente dall'Unione il 22 dicembre dello stesso anno, divenne assistente militare del governatore Francis W. Pickens. Nell'aprile seguente partecipò ai negoziati tra l'ufficio del governatore, le autorità militari della Carolina del Sud e il comando militare unionista di Fort Sumter, situato nel porto di Charleston. Condusse i negoziati con il maggiore Robert Anderson dopo che l'ufficiale unionista aveva trasferito le sue forze dall'indifendibile posizione di Fort Moultrie a quella migliore di Fort Sumter. Pettigrew al comando di 200 soldati si impossessò di Castle Pinckney, una fortificazione federale che dominava la rada di Charleston. Questi sarebbero diventati i suoi primi servizi resi alla neonata a Confederazione. Alla testa del 1º Reggimento prese posizione su Morris Island, situata vicino a Fort Sumter. Utilizzando balle di cotone, rotaie da ferrovia e qualunque altro materiale che riuscì a raccogliere, supervisionò l'installazione delle batterie di cannoni, fortificandole con particolare zelo ed efficienza. Pur sconsigliando vivamente il governatore di attaccare Fort Sumter, per timore di innescare una guerra irreparabile, quando ricevette l'ordine non esitò a coordinare un intenso bombardamento di artiglieria che costrinse rapidamente il maggiore Anderson a capitolare. Poco dopo posizionò artiglieria e truppe su Sullivan Island per timore di un attacco unionista contro Charleston, che non ebbe mai luogo. 
In disaccordo con il generale Pierre Gustave Toutant de Beauregard, rifiutò la nomina ad aiutante generale della Carolina del Sud, per arruolarsi come soldato semplice (private) nella "Hampton Legion", costituita dal colonnello Wade Hampton.
Il suo desiderio di servire il nativo stato della Carolina del Nord si realizzò l'11 luglio 1861, quando ricevette la notizia che il governatore gli aveva concesso il brevetto di colonnello del 12º Reggimento di Fanteria del North Carolina. Sia il presidente degli Stati Confederati Jefferson Davis che il generale Joseph E. Johnston spingevano perché egli accettasse un comando superiore, ma lui declinò l'offerta a causa della scarsa esperienza militare. Tuttavia, quando la necessità di ufficiali qualificati nel Confederate States Army divenne acuta, il nuovo colonnello fu trasferito in Virginia per accettare una promozione a generale di brigata, avvenuta il 26 febbraio 1862. Quando un giovane parente gli chiese un "posto sicuro" all'interno del suo Stato Maggiore, egli rispose:Vi assicuro che il posto più sicuro nella Brigata è vicino a me. Lo lasciò quindi convincersi che fosse al sicuro, ma egli lo rimpiangerà poco tempo dopo. Il posto pericoloso è certamente il posto dell'onore. Ed egli rimase sempre fedele alla parola data.
Nell'estate del 1862, durante la Campagna Peninsulare, rimase gravemente ferito durante la battaglia di Seven Pines, Virginia, il 31 maggio 1862. Una pallottola Minié sparata da un fucile lo ferì alla gola, danneggiando la trachea, e fuoriuscendo dalla spalla. Mentre giaceva a terra ferito e quasi dissanguato ricevette un altro proiettile nel braccio e un colpo di baionetta nella gamba destra. Credendo che le sue ferite fossero mortali, non permise a nessuno dei suoi uomini di lasciare le file per portarlo verso le retrovie. 
Alla fine, ormai svenuto per la perdita di sangue, venne considerato morto da un colonnello georgiano, che portò la notizia alle linee confederate. Mentre le truppe si ritiravano, egli lo vide immobile e riferì che era stato ucciso, tanto che sul suo stato di servizio venne ufficialmente apposta la dicitura ucciso in azione. In realtà egli era caduto in mani federali, risvegliandosi prigioniero il giorno dopo, e rimanendovi fino a quando non entrò a far parte di uno scambio di prigionieri nell'agosto dello stesso anno. Dopo aver recuperato le forze, assunse il comando di una brigata della divisione del maggior generale Daniel Harvey Hill stazionante intorno a Richmond. Nell'inverno dello stesso anno ebbe il comando di una brigata operante dapprima in Carolina del Nord e poi nelle Virginia meridionale. Rientrò al comando della sua vecchia brigata giusto in tempo per l'inizio della campagna di Gettysburg, nel giugno 1863.

### Nell'Armata della Virginia Settentrionale
Il Dipartimento della Guerra confederato aveva assegnato la brigata di Pettigrew alle dipendenze dell'Armata della Virginia Settentrionale, comandata del generale Robert Edward Lee. Alla fine del mese di maggio l'unità lasciò Fredericksburg, in Virginia, per ricongiungersi al resto dell'Armata, assegnata alla divisione del maggior generale Henry Heth appartenente al 3º Corpo d'Armata del tenente generale Ambrose P. Hill. Perfettamente equipaggiata con nuove uniformi e fucili, provenienti dai depositi militari dello Stato, i suoi reggimenti presentavano un perfetto aspetto militare durante la marcia attraverso il Maryland e la Pennsylvania. Alcuni dei suoi ufficiali di reggimento erano anche membri dell'aristocrazia dei coltivatori di cotone della Carolina del Nord. Tra di essi si distingueva il colonnello Collett Leventhorpe, comandante l'11º Reggimento di Fanteria a ventuno anni, e Harry King Burgwyn comandante del 26º Reggimento. Non avendo preso parte a seri combattimenti per quasi un anno, la brigata di Pettigrew contava su una forza di più di 2.500 tra ufficiali e soldati.
Il 1º luglio 1863 la brigata di Pettigrew si scontrò duramente, presso le fattorie McPherson e Herbst, con una brigata unionista denominata Iron Brigade; tutti i suoi quattro reggimenti subito devastanti perdite, oltre il 40 per cento degli effettivi, ma riuscirono a far abbandonare McPherson Ridge alle forze unioniste. Dopo il ferimento del generale Heth, il comando della divisione venne assunto da Pettigrew nel corso del pomeriggio ed egli tentò di riorganizzare la malconcia divisione, preparandola alla battaglia prevista per il giorno successivo, mentre era appostata dietro il Seminary Ridge.
Il 3 luglio il generale Lee ordinò alla divisione di Pettigrew di marciare a sinistra di quella del maggior generale George Edward Pickett nell'assalto alle linee unioniste, noto come carica di Pickett. Questo fatto si rivelò un errore da parte di Lee, che prima di dare il via all'assalto finale non si era consultato con il generale per scoprire in quali terribili condizioni versava la sua unità. 
Mentre la divisione di Pettigrew avanzava sottoposta ad un fuoco micidiale, il suo cavallo venne colpito, stramazzando a terra sotto di lui, ed egli dovette continuare a piedi. Nel raggiungere un raggio di 100 yarde del muro di pietra sul Cemetery Ridge, parzialmente tenuto da suo cugino John Gibbon, fu gravemente ferito alla mano sinistra da un proiettile di mitraglia. Nonostante il grande dolore sofferto, il generale rimase con i suoi soldati fino a quando fu evidente che l'attacco era fallito. Tenendosi la mano insanguinata, lo scoraggiato ufficiale si diresse verso il Seminary Ridge, dove incontrò il generale Lee. Pettigrew tentò di parlare, ma Lee, vedendo l'orribile ferita, parlò per primo: Generale, mi dispiace di vedere che è ferito, andate verso le retrovie. Con un doloroso saluto militare Pettigrew non disse nulla, proseguendo verso le retrovie.

### Il combattimento di Falling Waters e la morte
Il generale Pettigrew continuò a comandare la divisione durante le fasi del ritiro sul fiume Potomac, mantenendo il comando fino a che Heth non recuperò. La ritirata sudista venne arrestata da un allagamento del Potomac a Falling Waters, Virginia Occidentale, e la sua brigata venne schierata in una fitta linea di combattimento sul lato del Maryland per proteggere la strada che permetteva l'attraversamento del fiume. La cavalleria unionista sondò le difese sudiste per tutto il corso della notte, mentre l'esercito di Lee attraversava i ponti di barche sul Potomac in West Virginia. La mattina del 14 luglio la brigata di Pettigrew era una delle ultime unità confederate ancora a nord del fiume Potomac, quando arrivarono i soldati unionisti in formazione di combattimento. A piedi e in prima linea Pettigrew, insieme ad un gruppo di ufficiali che comprendeva il generale Heth, stava dirigendo le operazioni dei suoi soldati sotto un albero posto nel cortile di una casa colonica quando fu colpito a distanza ravvicinata da un cavalleggero unionista appartenente alla Brigata Michigan. Il proiettile penetrò nell'addome, ferendolo gravemente, tanto che il chirurgo confederato appena sopraggiunto disse cha la ferita sembrava mortale e la sua unica possibilità di sopravvivenza era quella di essere lasciato lì, così che gli unionisti potessero prendersi cura di lui al più presto. Non volendo essere nuovamente preso prigioniero, si fece trasportare, nonostante le proteste del chirurgo e degli ufficiali presenti, nelle retrovie e poi al di là del Potomac, un viaggio di 18 miglia. Morì tre giorni dopo, nelle prime ore del mattino, presso la piantagione di Edgewood Manor, vicino a Bunker Hill, West Virginia. Durante i combattimenti di Gettysburg e seguenti la brigata al suo comando aveva perso circa il 56% degli effettivi.
La perdita di Pettigrew devastò emotivamente la sua famiglia e per lui non vi fu alcuna giornata ufficiale di lutto tenutasi nella Carolina del Nord. La sua morte colpì molto anche il generale Lee, che disse: L'esercito ha perso un soldato coraggioso e la Confederazione un ufficiale competente. In seguito il suo corpo fu restituito alla Carolina del Nord, venendo sepolto presso un cimitero della capitale, Raleigh. Dopo la lettura del testamento, e viste le sue ultime volontà, nel novembre 1865 il corpo fu traslato presso il piccolo cimitero della tenuta di famiglia, a Bonarva, ora parte integrante del Pettigrew State Park tra le contee di Washington e Tyrrell.

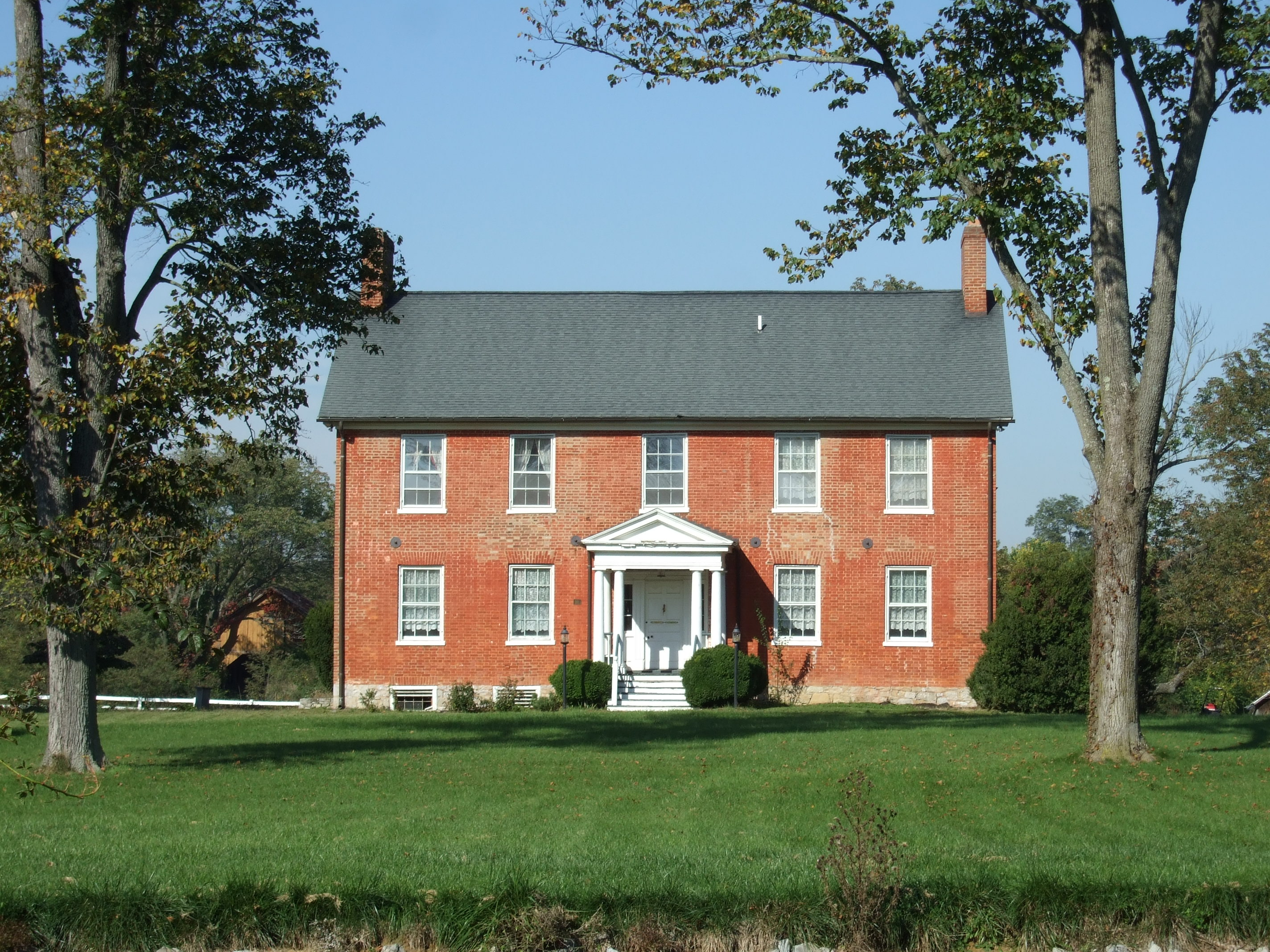
La casa di Edgewood Manor dove spirò il generale Pettigrew

In suo onore il Camp 1401 dei Figli dei Veterani confederati di Lenoir, Carolina del Nord, è stato denominato General James Johnston Pettigrew Camp. Durante la seconda guerra mondiale anche l'US Navy ha voluto onorare il valoroso generale, denominando SS James J. Pettigrew una delle unità da trasporto della classe Liberty. Nel 1993 la figura del generale Pettigrew venne portata sullo schermo dall'attore George Lazenby nel film Gettysburg.

## Opere letterarie
- Notes on Spain and the Spaniards. In the Summer of 1859, With a Glance at Sardinia. Steam-Tower Presses of Evans & Cogswell, No. 3 Broad and 103 East Bay Street, Charleston, 1861.